# Дельки (Горское сельское поселение)
Дельки — деревня в Сонковском районе Тверской области. Входит в состав Горского сельского поселения.

## География
Находится в восточной части Тверской области на расстоянии приблизительно 13 км по прямой на запад-северо-запад от районного центра поселка Сонково недалеко от станции Подобино.

## История
Деревня была отмечена уже только на карте 1978 года как поселение с 12 дворами.

## Население
Численность населения: 38 человек (русские 100%) в 2002 году, 29 в 2010.